# Stade Omnisport de Limbé
Das Stade Omnisport de Limbé (deutsch Multisportstadion von Limbé) ist ein Fußballstadion mit Leichtathletikanlage in der kamerunischen Küstenstadt Limbé in der Region Südwest des Landes. 

## Geschichte
Das rund acht Kilometer vom Stadtzentrum entfernte Stade Omnisport war die erste Stadion des Cameroon National Sports Infrastructure Development Program (deutsch Nationales Sportinfrastruktur-Entwicklungsprogramm von Kamerun), das eröffnet wurde. Das weitläufige Rund bietet 20.000 Sitzplätze und wurde am 26. Januar 2016 eingeweiht. Die Spielstätte verfügt u. a. über ein Dach über der Haupttribüne, Flutlicht, behindertengerechte Zufahrtswege, modernste Presseeinrichtungen und angrenzende Trainings- sowie Parkplatzflächen. Sie war Schauplatz des Afrika-Cup der Frauen 2016 und der Afrikanischen Nationenmeisterschaft 2021. Darüber hinaus trug die kamerunische Fußballnationalmannschaft einige offizielle Partien im Stade Omnisport de Limbé aus. Im Januar 2022 ist das Stade Omnisport de Limbé eines von sechs Stadien des Afrika-Cup.

## Spiele des Afrika-Cup 2022
Acht Partien der Kontinentalmeisterschaft fanden im Stade Omnisport de Limbé statt.
- 12. Jan. 2022, 14:00 Uhr, Gruppe F:  Tunesien –  Mali 0:1 (0:0)
- 12. Jan. 2022, 17:45 Uhr, Gruppe F:  Mauretanien –  Gambia 0:1 (0:1)
- 16. Jan. 2022, 14:00 Uhr, Gruppe F:  Gambia –  Mali 1:1 (0:0)
- 16. Jan. 2022, 17:00 Uhr, Gruppe F:  Tunesien –  Mauretanien 4:0 (2:0)
- 20. Jan. 2022, 17:00 Uhr, Gruppe E:  Sierra Leone –  Äquatorialguinea 0:1 (0:1)
- 20. Jan. 2022, 20:00 Uhr, Gruppe F:  Gambia –  Tunesien 1:0 (0:0)
- 23. Jan. 2022, 17:00 Uhr, Achtelfinale:  Burkina Faso –  Gabun 1:1 n. V. (1:1, 1:0), 7:6 i. E.
- 26. Jan. 2022, 20:00 Uhr, Achtelfinale:  Mali –  Äquatorialguinea 0:0 n. V., 5:6 i. E.